# Cratere Al-Taymuriyya
Al-Taymuriyya  è un cratere sulla superficie di Venere. Deve il suo nome ad 'A'isha al-Taymur (in arabo عائشة ﺍﻟﺘيمور‎?), scrittrice egiziana di etnia curda vissuta nel XIX secolo.